# Jurij Chanon
Jurij Chanon, Jurij Chanin, właśc. Jurij Fieliksowicz Sołowjow-Sawojarow, (ros.) Юрий Хано́н, Юрий Ха́нин, Юрий Фе́ликсович Соловьёв-Савояров (ur. 16 czerwca 1965 w Leningradzie) – radziecki i rosyjski kompozytor i pianista. Znany w latach 1988–1992 dzięki pracy w kinie i telewizji, a także z serii koncertów w Rosji. W 1993 roku przestał występować i wycofał się z życia publicznego.
Laureat Europejskiej Nagrody Filmowej dla najlepszego kompozytora za muzykę do filmu Dni zaćmienia (1988) Aleksandra Sokurowa. Za film ten był również nominowany do rosyjskiej nagrody Nika.

## Życiorys
W 1988 roku ukończył konserwatorium w klasie kompozycji. Wpływ na jego twórczość wywarli Aleksandr Skriabin i Erik Satie. W latach 1988–1991 Chanon skomponował muzykę do trzech filmów, występował w telewizji z koncertami oraz udzielał prasie wywiadów.
Chanon jest autorem popularnej muzyki do baletu jednoaktowego Sriednij duet (Средний дуэт), będącego pierwszą częścią utworu Sriedniaja simfonija (Средняя симфония, 1990). Balet był wystawiany w Teatrze Marińskim (1998), Teatrze Bolszoj i przez Nowy Jork City-Balet (2006). Jako utwór koncertowy Sriednij duet jest wykonywany przez solistów baletów rosyjskich z naruszeniem praw autorskich Chanona. W 2000 został nominowany do nagrody Złotej Maski.

## Działalność pozakompozytorska
Jurij Chanon jest również pisarzem, malarzem, filozofem, pianistą i botanikiem. Jako pisarz działa od 1983 roku. W 1993 roku przez pół roku publikował cykl artykułów Tuskłyje biesiedy (Тусклые беседы). W 1996 roku wydał powieść biograficzną Skriabin kak lico (Скрябин как лицо). W 2010 wyszła praca z historii muzyki: Erik Satie, Jurij Chanon. Wospominanija zadnim czisłom (Эрик Сати, Юрий Ханон. Воспоминания задним числом).
W latach 1988–1991 Chanon pracował w kinematografii, pisząc muzykę do filmów:
- 1988: Dni zaćmienia (Дни затмения)
- 1989: Spasi i sochrani (Спаси и сохрани)
- 1990: Miełkij bies (Мелкий бес)
- 1992: Szagrieniewaja kost' (Шагреневая кость)

Film Dni zaćmienia w 1988 został wyróżniony pierwszą Europejską Nagrodą Filmową za najlepszą muzykę.

### Utwory literackie

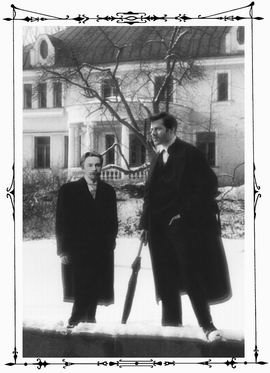
Frontyspis: Aleksandr Skriabin i Jurij Chanon, Sankt Petersburg, 1902.

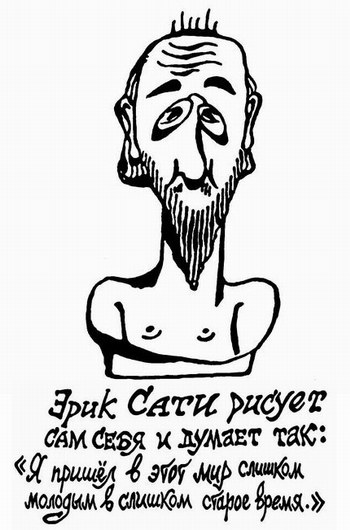
Erik Satie, autoportret 1913 roku (z książki "Wspomnienia po pewnym czasie")

Jako eseista i beletrysta Jurij Chanon pracuje od 1983 roku. Większość utworów zostawia u siebie w biurku. W 1993 roku Chanon opublikował cykl (ponad 20) artykułów "Mętne rozmowy", gdzie w formie sarkastycznej zapoznał czytelników z podstawami estetyki (gazeta "Siegodnia", Sankt Petersburg, kwiecień-listopad). Po pół roku autor przerwał ich publikację.
Z większych utworów znana jest powieść memuarystyczna "Skriabin jako twarz" (rok 1995) – licząca około 700 stron praca, powstała jako elitarny przedmiot sztuki produkcji książkowej. Część nakładu została wydana w oprawie skórzanej według technologii XIX wieku. W powieści są przedstawione osobiste wspomnienia autora, który od ponad dwudziestu lat blisko znał wielkiego kompozytora rosyjskiego Aleksandra Skriabina.
W 2010 roku została opublikowana inna praca fundamentalna z historii muzyki: "Erik Satie, Jurij Chanon. Wspomnienia po pewnym czasie". Ta bardzo gruba książka zawiera wszystkie utwory literacki Erika Satie`go, prawie wszystkie jego listy i całe jego życie. To jest pierwsza książka Satie'go i o Satie w języku rosyjskim.
W 2013 wydanie «Centrum Muzyki Median» i «Liki Rossii» (St. Petersburg) opublikowało książkę Jurija Chanona: «Alfonse, który nie istnieje». To pierwsza książka Alphonse Allaisa w języku rosyjskim. Zawiera dwie kolekcje Alphonse Allais: «Nie jesteśmy wołów» («On n'est pas des bœufs») i «Dwa i dwa to pięć» («Deux et deux font cinq»), a mikro kolekcja «Trzy buty» i dwa wielkie prefaces: «Alphonse, który istniał» i «Alphonse, który nie istniał». Rosyjski tekst książki należy w całości do Jurija Khanona.
Wstawiam tę książkę ... w tej książce, powtarzam, wszystko ... 

wszystko, co do tej pory wiedziałem o głupocie
i niezadowolenie ducha ... twoje, madame, proszę pana, a nawet tęsknić.
A ja prosiłbym wszystkich, aby się nie martwili.
Ponieważ jest już za późno na martwienie się...
Utraciwszy możliwość współpracy z rosyjskimi wydawnictwami, Jurij Chanon zaczął po 2009 roku publikować swoje eseje, opowiadania, artykuły, fragmenty książek i wyniki badań na własnej stronie internetowej „Khanograph” ; na początku lat 20. ich liczba przekroczyła dwie i pół setki. Oprócz głównego autora, Boris Yoffe, Viktor Ekimovsky, Władimir Tichonow, Psoy Korolenko i inne znane osobistości również publikowali w tym samym źródle, często jako współautorzy. Tematyka tekstów jest bardzo szeroka, od „filozofii przyrody” po muzykologię historyczną i generalnie odpowiada zakresowi zainteresowań głównego autora. Większość artykułów jest napisana w języku rosyjskim, ale są też materiały w języku niemieckim i angielskim. W 2024 r. Dwie osobiste strony internetowe Chanona zostały zarchiwizowane „w celu wiecznego przechowywania” w katalogu Bawarskiej Biblioteki Państwowej.

## Utwory
Balety

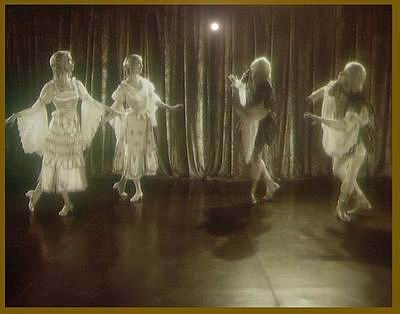
Menuet z opery Szagrieniewaja kost (L'Os de chagrin)

- 1986: Szag wpieriod – dwa nazad (Шаг вперёд – два назад)
- 1989: Szagriniewaja kost' (Шагреневая кость)
- 1990: Trieskunczik (Трескунчик)
- 1993: Ziżel (Зижель)

Opery
- 1983–1996: Wieniecianskij gondoljer (Венецианский гондольер)
- 1990: Szagrieniewaja kost' (Шагреневая кость)
- 1993: Tuskłaja żyzń (Тусклая жизнь)
- 1995: Siła sud'by (Сила судьбы)
- 1997: Norma (Норма)
- 1998: Czto skazał Zaratustra (Что сказал Заратустра)

Utwory orkiestrowe
- 1985: Koncert dla diriżora s orkiestrom / Tak nazywajmaja muzyka (Концерт для дирижёра с оркестром / Так называемая музыка)
- 1985: Ubogije noty w dwóch czastiach (Убогие ноты в двух частях)
- 1987: Piat' mielczajszych orgazmow (Пять мельчайших оргазмов)
- 1988–1989: Publicznyje piesni (Публичные песни)
- 1989: Simfonija sobak (Симфония собак)
- 1990: Sriedniaja simfonija (Средняя симфония)
- 1992: Pierielistywaja ludiej (Перелистывая людей)
- 1992: Maleńkaja nocznaja muzyka (Маленькая ночная музыка)
- 1996: Tri ekstriemalnyje simfonii (Три экстремальные симфонии)

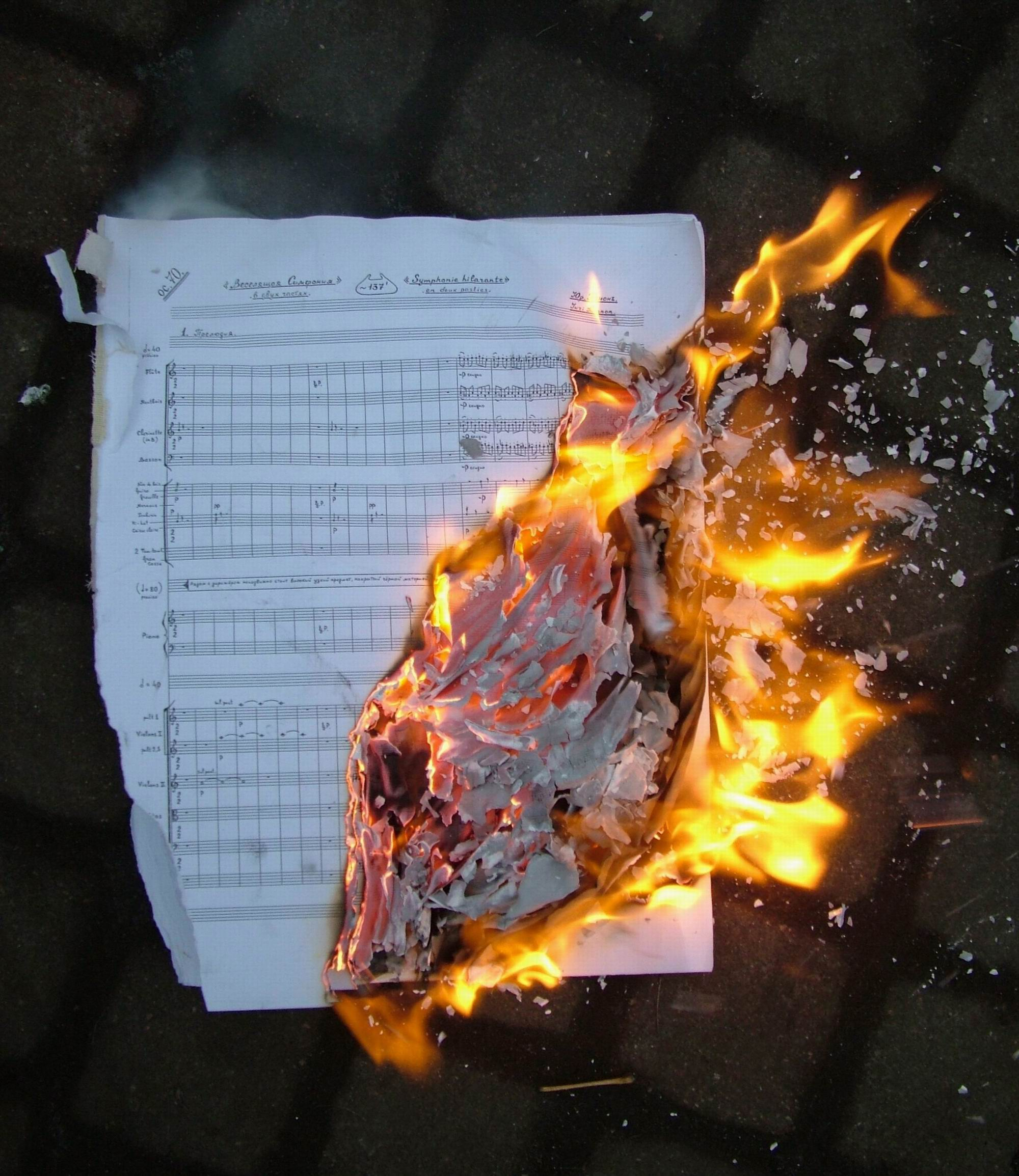
Wiesielaszczaja simfonija (listopad 2017, pierwsze i ostatnie wykonanie)

- 1999: Wiesielaszczaja simfonija (Веселящая симфония)
- 2000: Wiesiennij riekwijem (Внутренний реквием)
- 2000: Agonia Dei
- 2001: Karmannaja misterija (Карманная мистерия).

Utwory kameralne
- 1988: 25 położytielnych piesien (25 положительных песен)
- 1990: Kamiennoje lico (Каменное лицо)
- 1991: Maleńkije dietskije pjesy bolszogo sodierżanija (Маленькие детские пьесы большого содержания)
- 1991: Piesni wo wriemia jedy (Песни во время еды)
- 1997: 17 romansow na stichi Czajkowskogo (17 романсов на стихи Чайковского)
- 1998: Karmannaja miessa (Карманная месса)
- 2001: Dwa izmyszlenija (Два измышления)

Utwory na fortepian
- 1990: Sriednij tiempierirowannyj kławir (Средний темперированный клавир)
- 1990: Smutnyje pjesy niejasnogo proischożdienija (Смутные пьесы неясного происхождения)
- 1994: Udowletworitielnyje pjesy (Удовлетворительные пьесы)
- 1995: Riestorannyje pjesy (Ресторанные пьесы)
- 1996: 24 uprażnienija po słabosti (24 упражнения по слабости)
- 1997: 50 etiudow dla upawszego fortepiano (50 этюдов для упавшего фортепиано)
- 1998: Okostieniewszije prieludii (Окостеневшие прелюдии)

«...Chociaż Khanon nazywa Satie i Skryabina swoimi nauczycielami, to nie jest to muzyka tych kompozytorów, która go przyciąga, ale ich skłonność do łączenia — niektórzy twierdzą, że podporządkowują się — ich muzyka do idea. Według Khanona kompozytor jest ideologiem w odniesieniu do swojego materiału muzycznego. Elementy gry (zarówno semantyczny i fonetyczny), paradoks, absurd i nonsens (werbalna inwersja i inventja, pseudo-cytat i limeryk) wszystkie nadają estetyce Khanona chęć oburzenia słuchacza...»
— (Liudmila Kovnatskaya, Grove’s Dictionary of Music & Musicians)
Od 2006 roku Yuri Khanon przeszedł na specjalną «odwrotną metodę» kreatywności, gdy « jedna partytura jest napisana naprzód, a druga wraca do całkowitej jej destrukcji ». Oto jego hermetyczna odpowiedź:
« Ten świat jest zbrodnią, nie zasługuje na nic poza popiołem »...